# Mon p'tit loup (ça va faire mal)
Pour les articles homonymes, voir Mon p'tit loup.
Singles de Johnny Hallyday
Signes extérieurs de richesse
(1983) Drôle de métier
(1984)
Clip vidéo
[vidéo] « Mon p'tit loup (ça va faire mal) », sur YouTube
Pistes de Drôle de métier - Spécial Enfants du rock''
Nashville Blues
(2)
Mon p'tit loup (ça va faire mal) est une chanson de Johnny Hallyday parue en 45 tours le 20 mars 1984.
La chanson est enregistrée en studio en deux versions différentes, l'une, diffusée en single, est le premier extrait de l'album Drôle de métier, l'autre, enregistrée en prise directe, pour les besoins d'une émission de télévision, est présente sur l'album Spécial Enfants du rock.

## Histoire

### La chanson
Nota, source pour l'ensemble de la section (sauf indication contraire).
Mon p'tit loup (ca va faire mal) est l'adaptation française, par Pierre Billon et Johnny Hallyday, de Betty Lou's Gettin' Out Tonight de Bob Seger (parue sur l'album Against the Wind).
Johnny Hallyday, qui a préféré à, « Betty Lou's Gettin' Out Tonight » jugé beaucoup trop rétro, la formule « Mon p'tit loup », chante l'histoire d'une bande de jeunes voulant monter un groupe de rock, avec ce que cela implique de rêves et de désillusions :
« Ce serait super si on montait un groupe

Tu leur as dit, mais surtout pas de soupe

Trois accords de blues et ça devient du rock

Il suffira de trouver les mots qui choquent

Un médiator, un peigne et beaucoup d'espoir

Mon p'tit loup, ça va faire mal ce soir

[...]

Mon p'tit loup, ça va faire mal ce soir

Oui, mais prends garde au mec au gros cigare

Celui qui t'attend dans la belle voiture noire

À cinquante/cinquante, sur ton beau rock'n'roll

Mon p'tit loup, j'entends l'escroc qui rigole

Un médiator, un peigne et beaucoup d'espoir

Mon p'tit loup, ça va faire mal ce soir »
(paroles Pierre Billon, Johnny Hallyday, extraits)
Le vidéo clip, réalisé par Bob Swaim (également réalisateur du clip de la face B du single, Casualty of Love), met en scène le groupe de rockabilly Les Costars, alors sous contrat avec la maison de disques Philips, tandis que le rôle du producteur (et escroc) échoit à Gérard Baqué (ancien chanteur reconverti au journaliste), alors directeur de production chez Philips.

### Sessions d'enregistrements et diffusions
Mon p'tit loup (ça va faire mal), entre les mois de mars et juillet 1983, est enregistré à Nashville, où Johnny Hallyday grave, durant ce laps de temps, trente-sept chansons (dix titres délaissés alors, restent inédits jusqu'en 1993, dix autres paraissent à l'automne sur l'album Entre violence et violon, six autres encore, enregistrés en anglais sont diffusés en mars 1984 sur l'album En V.O.).
Quelque temps plus tard, le chanteur en tournée d'été inclut Mon p'tit Loup au tour de chant, huit mois avant sa diffusion en disque,.
De retour à Nashville en janvier et février 1984, accompagné par Antoine de Caunes et l'équipe des Enfants du rock, il enregistre, cette fois dans les conditions du direct, une seconde version de Mon p'tit loup (ça va faire mal),. L'émission Les enfants du Rock : Go, Johnny, Go est diffusée le 10 février.
Mon p'tit loup (ça va faire mal) « version 1983 » est le premier morceau des douze qui composent l'album Drôle de métier, tandis qu'on retrouve la seconde version sur l'opus Spécial Enfants du rock.

### Musiciens
Nota : la liste donnée ici est celle du groupe ayant participé à l'enregistrement des albums Drôle de métier et Spécial Enfants du rock / Source :
- guitare : Reggie Young, Dales Sellers, Russ Hicks ;
- basse : Mike Leech, Éric Bouad ;
- contrebasse : Jack Williams ;
- batterie : Kenneth Buttrey, Gene Chrisman ;
- piano : Marcus "Pig" Robbins ;
- harmonica : Charlie McCoy ;
- cuivres : Georges Tipwell, Terry Head, Denis Solee, Denis Goode ;
- violon solo : Carl Gorodetsky ;
- violons : Nashville String Machine ;
- chœurs : Lea Jane Berinati, Karen Taylor Goove, Jody Rodman, Érick Bamy, Pierre Billon ;
- ingénieur du son : Charlie Talent.

## Discographie
Nota, référence pour l'ensemble de la section, sauf mentions contraires :
1984 :
- 27 février : sortie du coffret Philips 818 642-1 Nashville 84 (réunissant les 33 tours Drôle de métier et Spécial Enfants du rock)
- 20 mars : sortie du 45 tours Philips 818 871-7 : Mon p'tit loup (ça va faire mal), Casuallty Of Love
- 30 mars : sortie individuelle des 33 tours Philips 818 6431 Drôle de métier[15] et 818 6441 Spécial Enfants du rock[16]

- (la même année sort également le) CD Philips 818642-2 Johnny Hallyday 84 En direct et en studio - Drôle de métier pour les Enfants du Rock[17] compilant cinq titres de l'album Spécial Enfants du Rock et 11 de l'album Drôle de métier.

2007 : sortie du coffret CD-DVD Mercury 984846-0 Go, Johnny, Go - Un enfant du Rock à Nashville.
Discographie live :
- 1984 Johnny Hallyday au Zénith
- 1985 : Johnny Hallyday Zénith 85, album live posthume de Johnny Hallyday parut le 30 août 2024, interprété en duo avec Sheila
- 1988 Johnny à Bercy et Live at Montreux 1988 (resté inédit jusqu'en 2008)
- 1991 Dans la chaleur de Bercy
- 1991 : Johnny Hallyday Fête de l'Huma 18 septembre 1991 (sortie posthume en 2024)
- 1993 Parc des Princes 1993
- 1998 Stade de France 98 Johnny allume le feu

## Autour de la chanson
Le titre complet incluant la parenthèse (ça va faire mal) est dû au fait qu'il existe un titre de Pierre Perret intitulé Mon P'tit Loup déposée à la SACEM.
Le 45 tours Mon p'tit loup (ça va faire mal) propose en face B Casualty Of Love, qui est l'adaptation anglaise de la chanson Vertige de l'amour d'Alain Bashung. Lors de la sortie du single, le recto de la pochette met en valeur Mon p'tit loup, mais devant le succès égal obtenu par les deux titres, une seconde impression de la pochette est réalisée avec cette fois les deux titres indiqués au verso,.
Le single se vend à plus de 100 000 exemplaires en France.